# Ludmiła Bortnowska
Ludmiła Bortnowska-Zaczek (ur. 21 czerwca 1953 w Pyskowicach) – polska florecistka, indywidualna mistrzyni Polski (1974), brązowa medalistka Letniej Uniwersjady (1973), trener szermierki.

## Kariera sportowa
W latach 1963–1971 i 1975-1984 była zawodniczką GKS Katowice, w latach 1971-1974 AZS-AWF Warszawa. W 1974 została indywidualną mistrzynią Polski, w 1976 i 1977 drużynową mistrzynią Polski, w 1973, 1975, 1979, 1981 i 1982 drużynową wicemistrzynią Polski, w 1978 brązową medalistką mistrzostw Polski w drużynie. W 1973 zdobyła brązowy medal letniej uniwersjady w turnieju drużynowym.
W latach 1979–2007 pracowała jako trener w Pałacu Młodzieży Katowice, od 2007 w AZS-AWF Katowice. Jej zawodniczkami były m.in. Magdalena Kumiet i Ewa Nelip.